# Episodi di Camera Café (sesta stagione)
La sesta stagione della sitcom Camera Café viene trasmessa a partire da lunedì 4 settembre 2017 al 1º gennaio 2018 in prima visione su Rai 2 invece che sui canali Mediaset con tre puntate per serata dal lunedì al venerdì, in modo da coprire la fascia della primissima serata. A partire dal 10 ottobre 2017 la Rai riduce a due gli episodi inediti per serata, mentre dal 14 novembre 2017 ne manda in onda solamente uno per poi trasmetterne di nuovo due dal 22 novembre 2017.
La sesta stagione della serie è stata fortemente criticata dai fan per via del cambio di atmosfera che ha contraddistinto la serie, compresi il coraggio, la verve e la "cattiveria" che hanno contraddistinto le prime 5 stagioni, distribuite e trasmesse da Mediaset. Tra le ragioni vi sono l'evidente deriva più politicamente corretta assunta, l'assenza di personaggi di lunga data importanti e amati dal pubblico (come Olmo Ghesizzi e Patrizia "Patti" D'Imporzano), i personaggi introdotti in questa stagione, le loro caratterizzazioni e gli episodi incentrati su di loro, e gli imbarazzanti stereotipi, rappresentazioni e propaganda ageisti. La deriva intrapresa dalla sesta stagione assieme alla conseguente accoglienza del pubblico è considerata la causa della definitiva cancellazione della serie, assieme al mancato completamento di suddetta stagione.
| n°  | Titolo                       | Guest star                                    | Trama | Prima visione     |
| --- | ---------------------------- | --------------------------------------------- | --- | ----------------- |
| 1   | Il mondo nuovo               | Josè Leibanti                                 | Luca e Paolo discutono dei numerosi cambiamenti avvenuti in azienda dopo l'acquisizione cinese; si oppongono inoltre alla rimozione della "storica" macchinetta del caffè. | 4 settembre 2017  |
| 2   | I replicanti                 |                                               | In azienda arriva una delegazione di cinque cinesi, che hanno però gli stessi modi di fare di Luca, Paolo, Silvano, Pippo e Geller. Luca e Paolo pensano che siano dei replicanti inviati per sostituire gli impiegati dell'ufficio. | 4 settembre 2017  |
| 3   | Minuscola Betty              | Roby Facchinetti                              | Paolo scopre che Lin, la ricca ed arrogante moglie del presidente cinese, è una grande fan dei Pooh, tuttavia canta le loro canzoni sbagliando le parole; costretto a cantare una canzone in tale modo per assecondarla in un video che lei pubblica in rete, viene visto e raggiunto da un arrabbiato Roby Facchinetti, che tuttavia cambia subito idea, iniziando anch'esso a storpiare i testi e facendolo sentire male, dopo aver scoperto la grande ricchezza della donna. | 4 settembre 2017  |
| 4   | Mannequin Challenge          | Marco Rizzo                                   | La dottoressa Corte vuole battere il record mondiale della Mannequin Challenge, costringendo gli impiegati a rimanere immobili mentre li riprende; alla fine si scopre che il filmato non si era mai avviato. | 5 settembre 2017  |
| 5   | La teoria dei giochi         | Matteo Caremoli                               | Luca, Paolo e Stefano trovano in area relax 50 euro, ma nessuno dei tre vuole dividerli. | 5 settembre 2017  |
| 6   | Progetto piadina             |                                               | Luca, con la sua cooperativa d'accoglienza Il bracciolo dell'amicizia, sfrutta il lavoro dei migranti per gestire le consegne del bar di Lello. | 5 settembre 2017  |
| 7   | Baffi da Hitler              |                                               | Paolo, per tentare di somigliare al fidanzato di una giovane e bella impiegata del co-working, decide di farsi crescere i baffi, ma nel tagliarli essi diventano come quelli di Adolf Hitler; Luca sembra essere l'unico a notare la somiglianza e cerca in tutti i modi di farglielo capire. | 6 settembre 2017  |
| 8   | Lezione di cinesi            |                                               | La dottoressa Corte affida a Luca e Paolo il compito di fare da guida in azienda a due colleghi cinesi, che tuttavia somigliano moltissimo ai due protagonisti. | 6 settembre 2017  |
| 9   | Silenzio                     |                                               | Luca e Paolo si sfidano al gioco del silenzio. | 6 settembre 2017  |
| 10  | Paolo XXL                    | Valeria Girelli                               | Paolo, dopo essere stato per tre settimane in trasferta, torna in ufficio molto ingrassato e mangiando di continuo, per poi ritornare in forma dopo che Chiara lo ha definito "l'amico ciccione di Luca". | 7 settembre 2017  |
| 11  | Figura paterna               |                                               | Luca e Paolo discutono sull'avere dei figli. | 7 settembre 2017  |
| 12  | Chi è Silvano?               |                                               | Apparentemente una bella cliente corteggia Silvano, così Luca e Paolo fingono di essere lui per cercare di sedurla. | 7 settembre 2017  |
| 13  | Digitalizzare la Tolusso     |                                               | La dottoressa Corte ordina ai dipendenti di digitalizzare la pratica Tolusso, tuttavia il lavoro risulta più difficile del previsto in quanto si tratta di una pratica veramente enorme, con un grandissimo numero di fascicoli nascosti dovunque in ufficio, e alla fine non va in porto. | 8 settembre 2017  |
| 14  | Profilo Geller               |                                               | Geller consegna a tutti gli impiegati un libretto perché traccino un suo profilo. | 8 settembre 2017  |
| 15  | Fake News                    |                                               | Luca diffonde informazioni false sulle polpette della mensa per dimostrare a Paolo quanto la gente creda facilmente a qualsiasi cosa venga raccontata. La situazione degenera a tal punto da spingere tutti i dipendenti a votare la guardia notturna Vittorio come nuovo rappresentante del sindacato al posto di Luca. | 8 settembre 2017  |
| 16  | Il ritorno di Jessica        | Jessica Polsky                                | La storica dirigente inglese Jessica ritorna brevemente in azienda per un colloquio e si rende conto che, nonostante tanti anni e tanti cambiamenti in azienda, Luca, Paolo e Silvano sono rimasti sempre uguali. | 11 settembre 2017 |
| 17  | Il colpo della strega        |                                               | Chiara accetta di uscire insieme a Luca, ma a quest'ultimo viene il colpo della strega e non riesce a muoversi. | 11 settembre 2017 |
| 18  | Troll                        | Alex Zanardi                                  | In azienda arriva Fegato Marcio, un impiegato disabile e hater, che insulta e prende in giro continuamente chiunque (e nessuno osa mai ribattergli, essendo in carrozzina); esso prende subito di mira Luca e Paolo. | 11 settembre 2017 |
| 19  | La cinque colori             |                                               | Geller consegna a Paolo una penna a cinque colori per fargliela utilizzare al posto della sua storica biro a quattro colori e verificare la sua capacità di adattamento, ovviamente senza successo. | 12 settembre 2017 |
| 20  | Vero caffè napoletano        | Fabrizio Martorelli                           | Lin, dopo essere stata a Napoli, si innamora del caffè locale e prova ad introdurlo in azienda. | 12 settembre 2017 |
| 21  | Aspettando la pensione       |                                               | De Marinis è ormai rassegnato al dover andare in pensione ed è piuttosto triste per tale motivo; Luca e Paolo tentano di dissuaderlo facendogli capire quanto sia noiosa la vita da pensionato. | 12 settembre 2017 |
| 22  | Video aziendale              |                                               | La dottoressa Corte affida a Luca il compito di girare un video promozionale per la Feidan, così lui recluta Paolo, Silvano e Martina come attori. L'operazione si rivela più difficile del previsto, in quanto gli attori non riescono proprio a recitare le loro semplicissime parti, e, dopo una lunghissima serie di tentativi andati a vuoto, non va in porto. | 13 settembre 2017 |
| 23  | WikiPaolo                    |                                               | Paolo scopre l'esistenza di Wikipedia e finge di avere una grande cultura con i colleghi. | 13 settembre 2017 |
| 24  | C'eravamo abbastanza amati   |                                               | Luca ed Alex discutono del loro imminente divorzio. | 13 settembre 2017 |
| 25  | Il talento di Asafa          |                                               | Poiché Asafa non sembra avere nessun talento particolare, Luca gli ordina di stare in area relax e chiedere l'elemosina; alla fine si scopre che Asafa è molto abile nello spiare la gente senza farsi notare, in quanto gli altri, non considerandolo, fanno e dicono cose che eviterebbero in presenza di altre persone. | 14 settembre 2017 |
| 26  | Amico del mese               |                                               | Paolo vince il premio come "miglior impiegato del mese" e ringrazia tutti tranne Luca, che se la prende. Per rimediare, decide di creare il premio "miglior amico del mese". | 14 settembre 2017 |
| 27  | Corte in incognito           |                                               | La dottoressa Corte vuole sapere cosa pensano di lei i suoi sottoposti; su esortazione di Geller, decide di travestirsi da donna delle pulizie. | 14 settembre 2017 |
| 28  | Il nodo                      |                                               | Geller chiede a Luca e Paolo di fare un complicatissimo nodo alla sua cravatta. | 15 settembre 2017 |
| 29  | Astinenza                    |                                               | Nell'azienda viene a mancare il Wi-Fi; Luca e Paolo discutono dell'astinenza che le persone hanno riguardo a internet. | 15 settembre 2017 |
| 30  | L'uomo che non c'era         | Gioele Dix                                    | In azienda torna un uomo di cui tutti si erano dimenticati. | 15 settembre 2017 |
| 31  | Cercasi barista              | Micol Azzurro Tiziana Lambo                   | Paolo cerca una nuova barista per il suo locale, dopo che il precedente barista si è licenziato, e finisce per assumerne una con chiare tendenze criminali, che tuttavia se ne va anch'essa dopo poco. | 18 settembre 2017 |
| 32  | Non parliamo mai             |                                               | Luca si lamenta del fatto che lui e Paolo non hanno mai una conversazione seria. | 18 settembre 2017 |
| 33  | La Di-vertenza               |                                               | Luca cerca di escogitare nuovi modi per far iscrivere i dipendenti al sindacato da lui gestito. | 18 settembre 2017 |
| 34  | Grigliando con le stelle     | Riccardo Fogli Roby Facchinetti               | L'associazione dei Crociati del Porco viene incaricata di organizzare la grigliata aziendale. Paolo scopre che il presidente del gruppo è Riccardo Fogli, che considera suo peggior nemico e traditore dei Pooh, ed alla fine riuscirà a riconciliarsi con Fogli dopo tanti anni grazie alla mediazione di Roby Facchinetti. | 19 settembre 2017 |
| 35  | Il più stressato             |                                               | Luca e Arianna discutono riguardo a chi tra i due sia il più stressato. | 19 settembre 2017 |
| 36  | La statua                    |                                               | Nell'area relax viene posizionata una statua che Luca e Paolo considerano orribile e decidono di rubare. | 19 settembre 2017 |
| 37  | Lo smartphone                |                                               | La dottoressa Corte va ad una conferenza ma dimentica il suo smartphone in bagno; Luca e Paolo ne approfittano per dare ordini ai colleghi facendoli lavorare al posto loro. Quando la Corte ritorna, scopre che Paolo ha nascosto il cellulare nelle mutande e, per punizione, costringe lui e Luca a lavorare per tutta la notte. | 20 settembre 2017 |
| 38  | Seduzione                    | Mario Ermito                                  | Alex, Chiara e Beatrice provano a sedurre il nuovo affascinante operaio giunto a lavorare in azienda. | 20 settembre 2017 |
| 39  | Troiano ragioniere           | Fabio Troiano                                 | Silvano viene affiancato dall'attore Fabio Troiano, il quale deve sviluppare il personaggio di un ragioniere per il suo nuovo film. Egli però si immedesima talmente tanto nel personaggio che finisce per prendere il posto dello stesso Silvano. | 20 settembre 2017 |
| 40  | Luca contro i social         |                                               | Luca è l'unico in tutta l'azienda che non sta tutto il tempo al cellulare. | 21 settembre 2017 |
| 41  | Il diavolo veste Bitta       | Monica Dugo                                   | Paolo presta a Luca un suo completo per fare bella figura con una cliente, la quale rimane colpita dal suo abbigliamento. | 21 settembre 2017 |
| 42  | Fuso orario                  |                                               | Per un equivoco Paolo si convince che i cinesi sappiano prevedere il futuro. | 21 settembre 2017 |
| 43  | Licenziatore a sorpresa      |                                               | Il ragioner Cavenaghi, un dipendente vittima di una lunga serie di sfortune e profondamente depresso, viene licenziato; in assenza dei dirigenti, il compito di comunicare il licenziamento spetta al dipendente con più anzianità di servizio in azienda, ovvero Vittorio. Luca e Paolo gli consigliano di dare la brutta notizia insieme a due belle notizie e Vittorio esegue, ma Cavenaghi si suicida lo stesso.                                                            | 22 settembre 2017 |
| 44  | Chat aziendale               |                                               | Luca è offeso poiché è l'unico dei dipendenti a non essere stato aggiunto alla chat aziendale, così cerca di farsi inserire. | 22 settembre 2017 |
| 45  | Girano voci                  |                                               | Le addette alle pulizie rivelano a Luca e Paolo che, secondo alcune voci, saranno trasferiti in Cina. | 22 settembre 2017 |
| 46  | Almeno un sorriso            |                                               | Luca deve dimostrare a Geller di avere delle buone doti relazionali strappando un sorriso a un collega, tuttavia i colleghi sono davvero molto diffidenti nei suoi confronti. | 25 settembre 2017 |
| 47  | Camping Paradiso             | Gianni Quillico                               | Paolo vuole ricordare degnamente l'autore, da poco scomparso, dell'unico libro che abbia mai letto, il libro per bambini Camper Tommy. | 25 settembre 2017 |
| 48  | Orso transizionale           |                                               | In area relax viene posto un grande orso di peluche con il quale i dipendenti possono sfogarsi. | 25 settembre 2017 |
| 49  | La maccherona                |                                               | Luca e Paolo cambiano le parole alla canzone Macarena, che re-intitolano Maccherona, per fare colpo su Chiara facendola ballare. | 26 settembre 2017 |
| 50  | Crowdfunding                 |                                               | Luca e Paolo tentano di truffare i colleghi con il crowdfunding. | 26 settembre 2017 |
| 51  | Tutti pazzi per Asafa        | Olivier Elouti Wangue                         | Paolo diventa improvvisamente amico di Asafa, e Luca si ingelosisce. | 26 settembre 2017 |
| 52  | L'amico geniale              |                                               | Per fare colpo sulle colleghe, Luca finge di essere la misteriosa scrittrice Elena Ferrante. | 27 settembre 2017 |
| 53  | Colletta                     |                                               | Chiara organizza una colletta per regalare uno smartphone ad Arianna. | 27 settembre 2017 |
| 54  | Prova falsa                  |                                               | Luca e Paolo, accusati di aver picchiato violentemente Silvano, cercano di incastrare Beatrice. | 27 settembre 2017 |
| 55  | Attenti al cane              | Gaia Messerklinger                            | Per sedurre una giovane dipendente del coworking appassionata di animali, Paolo finge di possedere un cane e finisce per rubare Pierluigi, il vecchio cane di Vittorio, morto da anni e fatto imbalsamare, prima che Vittorio lo scopra, con conseguenze decisamente infauste. | 28 settembre 2017 |
| 56  | Cercasi stalker              |                                               | Paolo è giù di morale perché la sua stalker abituale l'ha abbandonato, così Luca si impegna per trovargliene un'altra. | 28 settembre 2017 |
| 57  | Radiocultura                 |                                               | La Feidan vuole che l'azienda realizzi un adattamento per radio di Romeo e Giulietta e il compito di trasporre la tragedia viene affidato a Luca. | 28 settembre 2017 |
| 58  | 20 parole                    |                                               | Luca, per pagare meno un telegramma di condoglianze per la morte di un dirigente, cerca senza successo di comporto in modo tale da non superare le venti parole di lunghezza senza far notare la cosa a Geller. | 29 settembre 2017 |
| 59  | Martina xxxtube              |                                               | Luca e Paolo pensano che Martina giri video porno. | 29 settembre 2017 |
| 60  | Pippo va in bagno 2.0        |                                               | Luca e Paolo vogliono rinnovare il tormentone dell'ufficio "Pippo vai in bagno!" | 29 settembre 2017 |
| 61  | Un animale pericoloso        |                                               | Per non farsi trovare da De Marinis, che crede sia arrabbiato con lui in quanto lo sta cercando, Paolo si chiude nel cucinino e, scoperto, finge di essere stato intrappolato nella stanza da un animale pericoloso; alla fine si scopre che De Marinis voleva solo raccontare a Paolo una barzelletta, quindi il direttore si arrabbia davvero. | 2 ottobre 2017    |
| 62  | Suicidio                     |                                               | Lin, al fine di scoraggiare i dipendenti cinesi dal trasferirsi da Nanchino in Italia, decide di organizzare un finto suicidio di un lavoratore. | 2 ottobre 2017    |
| 63  | Imbarazzo e pregiudizio      | Michela Quattrociocche Laura Locatelli        | Per soddisfare il capriccio di due spogliarelliste Luca e Paolo sono costretti a baciarsi in bocca. | 2 ottobre 2017    |
| 64  | Il mio amico Meme            | Jacopo Costantini                             | Stefano fa scoprire a Paolo l'esistenza dei meme, ma lui crede che si tratti di una persona di nome Meme. | 3 ottobre 2017    |
| 65  | FM                           | Fabio Caressa                                 | Luca e Paolo cercano disperatamente di seguire una partita di calcio su una vecchissima radio. | 3 ottobre 2017    |
| 66  | L'aggiornamento              |                                               | Il tablet della dottoressa Corte va improvvisamente in aggiornamento, così lei è costretta a chiedere aiuto alla sua segretaria Beatrice per la prima volta. | 3 ottobre 2017    |
| 67  | Luca e Augusto               |                                               | Paolo non è in ufficio, così De Marinis prova a socializzare con Luca. | 4 ottobre 2017    |
| 68  | All you can love             |                                               | Andrea deve chiedere di uscire a una ragazza e costringe Paolo, Arianna e Stefano ad aiutarlo. | 4 ottobre 2017    |
| 69  | Regalo aziendale             |                                               | Lin regala a tutti i dipendenti uno strano oggetto, e nessuno riesce a capire di cosa si tratti. | 4 ottobre 2017    |
| 70  | Escape Area Relax            |                                               | L'area relax viene trasformata in una escape room e, con grande disappunto di Luca, che si crede molto esperto di enigmistica, è Paolo a riuscire a risolvere tutti gli indovinelli. | 5 ottobre 2017    |
| 71  | Sexgate                      | Costanza Prozzo                               | Lin si innamora follemente di Paolo, tuttavia Luca teme le conseguenze del gesto e cerca di mettere l'amico in guardia. | 5 ottobre 2017    |
| 72  | L'educazione di Susanno      |                                               | La famiglia Bitta si occupa di fare da babysitter a Susanno, il figlio di Silvano, tuttavia Silvano non è per niente soddisfatto dei metodi utilizzati da Paolo. | 5 ottobre 2017    |
| 73  | The Prestige                 | Roby Facchinetti                              | Paolo scommette con i colleghi che riuscirà ad entrare nel cucinino ed uscire dal bagno. | 7 ottobre 2017    |
| 74  | Un caffè per Asafa           |                                               | Asafa tenta di farsi offrire un caffè da tutti quelli che passano per l'area relax. | 7 ottobre 2017    |
| 75  | Il sorpasso                  |                                               | La dottoressa Corte passa avanti a Paolo per prendere un caffè e lui ne fa una questione personale. | 7 ottobre 2017    |
| 76  | Luca tossico                 |                                               | Paolo sospetta che Luca abbia qualche problema e scopre che è l'astinenza dalle reti sociali. | 14 ottobre 2017   |
| 77  | Lezioni di vendita           |                                               | Paolo decide di aiutare Arianna a vendere dell'olio di pessima qualità. | 14 ottobre 2017   |
| 78  | Riccarda                     | Anna Safroncik                                | Paolo conosce Riccarda, una nuova ragazza del coworking, che seduce, ma poi scopre che si chiama così perché la sua famiglia, lei compresa, è fan di Riccardo Fogli. | 10 ottobre 2017   |
| 79  | Il secondo lavoro            | Tony Rucco                                    | Il sessantacinquenne Gino, archivista solitario e incontrollato, va in pensione. Arianna, Beatrice, Alex e poi anche Wanda si travestono per tentare di ottenere quel posto come "secondo lavoro". | 10 ottobre 2017   |
| 80  | Smart Working                |                                               | La dottoressa Corte promuove il "lavoro agile", secondo il quale è possibile lavorare dovunque e quando si preferisce. Poiché nessuno si reca più in area relax, Luca e Paolo cercano di riportare la situazione alla normalità. | 11 ottobre 2017   |
| 81  | Vecchia maniera              | Simone Buzzi                                  | Stefano e Paolo si sfidano a concludere un contratto con un cliente: il primo usa a suo vantaggio la tecnologia, il secondo si serve della "vecchia maniera", ossia del rapporto diretto con l'acquirente. | 11 ottobre 2017   |
| 82  | Asta clandestina             |                                               | Le addette alle pulizie si impadroniscono di un appunto di Geller e decidono di venderlo al miglior offerente, dando vita a un'asta clandestina. | 12 ottobre 2017   |
| 83  | Il selfie perfetto           |                                               | Chiara e Fegato Marcio tentano senza successo di aiutare Beatrice a scattarsi un selfie, e alla fine Chiara finisce per fare l'amore con il collega invalido. | 12 ottobre 2017   |
| 84  | Il cervone                   |                                               | Geller organizza un test nel quale i dipendenti devono catturare un serpente in area relax, unendo le loro capacità. | 13 ottobre 2017   |
| 85  | L'uomo più sfigato del mondo |                                               | Martina ha reso Silvano una stella della rete, facendo video che lo descrivono come "uomo più sfigato del mondo". Invidiosi del successo del collega, Luca e Paolo decidono di farlo apparire improvvisamente fortunato. | 13 ottobre 2017   |
| 86  | Perché è una brava ragazza   |                                               | Luca e Paolo sfruttano il compleanno di Beatrice per rimandare del lavoro urgente. | 16 ottobre 2017   |
| 87  | Piacere, Silvano             |                                               | Silvano inizia a pensare che sarà licenziato poiché Lin non conosce il suo nome. | 16 ottobre 2017   |
| 88  | Paolo e la app               | Roby Facchinetti                              | Stefano mostra a Paolo un'applicazione per il riconoscimento della musica, che tuttavia non individua le canzoni dei Pooh cantate da quest'ultimo. | 17 ottobre 2017   |
| 89  | Cancellare la mail           |                                               | Luca e Paolo invitano per sbaglio alla dottoressa Corte un messaggio di posta elettronica pieno di insulti e cercano di prendere il tablet della dirigente per cancellarlo, tuttavia la Corte finisce per scoprirlo comunque. | 17 ottobre 2017   |
| 90  | La prima donna               | Francesco Meola Federica Fabiani              | Poiché Luca si sente solo persino il giorno del suo compleanno, Paolo decide di aiutarlo. | 18 ottobre 2017   |
| 91  | Il toccatore                 | Emanuele Fortunati                            | Luca e Paolo incontrano Marco, un cliente che mentre parla tocca costantemente il suo interlocutore; infastiditi da ciò, provano a farlo comportare così con Andrea sperando che lo pesti, come è solito fare con chi si comporta in tale modo, invece Marco e Andrea si rivelano grandi amici. | 18 ottobre 2017   |
| 92  | La sbandata di Paolo         | Silvia Ferretti                               | Paolo si innamora di una giovane ragazza e si rimette improvvisamente in discussione; solo in seguito scopre che si tratta della sorella di Pippo. | 19 ottobre 2017   |
| 93  | Patrimonio storico           |                                               | Luca e Paolo vogliono far credere a Lin che l'area relax sia un patrimonio storico, affinché lei investa in essa dei soldi e la renda più confortevole. | 19 ottobre 2017   |
| 94  | L'aneddoto                   | Valeria Girelli                               | Paolo ritiene che Luca non abbia alcun aneddoto da raccontare e decide di provocare all'amico numerose situazioni imbarazzanti per crearne uno. | 20 ottobre 2017   |
| 95  | All'ultimo caffè             |                                               | Luca e Paolo si sfidano nel bere caffè, con lo scopo di designare chi tra i due accompagnerà Chiara a ballare. | 20 ottobre 2017   |
| 96  | Beatrice direttrice          |                                               | Beatrice, grazie all'esperimento "Direttore per un giorno", diventa dirigente e inizia a manifestare un carattere dispotico e arrogante, non pensando che la sua promozione sarebbe durata solo per un giorno. | 23 ottobre 2017   |
| 97  | 12 visualizzazioni           |                                               | Luca e Paolo cercano di aiutare Silvano a far aumentare le visualizzazioni del suo canale Youtube. | 23 ottobre 2017   |
| 98  | Caporale mio caporale        | Clizia Fornasier Fatah Ghedi                  | Luca fa infortunare i migranti della sua cooperativa per trovarsi a stretto contatto con un'affascinante infermiera. | 4 novembre 2017   |
| 99  | Travel Vlogger               |                                               | Desideroso di popolarità, Luca decide di diventare un travel vlogger e si fa aiutare da Paolo. Gira tuttavia i video dei suoi viaggi nella sola area relax. | 4 novembre 2017   |
| 100 | Elogio funebre               |                                               | Luca e Paolo decidono di scriversi i rispettivi elogi funebri. | 25 ottobre 2017   |
| 101 | Clonazione                   |                                               | Beatrice, per avere qualcuno con cui condividere interessi, prova a travestirsi come Patti e ad imitarne i modi di fare per prenderne il posto nella vita di Silvano. | 25 ottobre 2017   |
| 102 | Il migliore                  | Ugo Dighero                                   | Luca re-incontra il suo mentore, la persona che ha forgiato il suo carattere. | 26 ottobre 2017   |
| 103 | Il lato positivo             |                                               | Fegato Marcio rivela a Paolo che la sua condizione di disabilità presenta numerosi aspetti positivi. | 26 ottobre 2017   |
| 104 | Divorzio                     |                                               | Arianna sta pensando di divorziare dal marito e ne discute con Luca. | 27 ottobre 2017   |
| 105 | Pornocomplicità              |                                               | Luca e Paolo decidono di diventare "pornocomplici": nel caso uno dei due dovesse morire, l'altro si occuperà di sbarazzarsi dei "materiali compromettenti" nascosti dal defunto. | 27 ottobre 2017   |
| 106 | Amiciversario                |                                               | Luca fa un regalo a Paolo per festeggiare il loro "amiciversario", ma quest'ultimo si è dimenticato della ricorrenza. | 30 ottobre 2017   |
| 107 | Silvano Nervi e Pippo Bitta  |                                               | Approfittando dell'assenza di Luca e Paolo, Silvano e Pippo provano a prenderne il posto e a imitarne il comportamento. | 30 ottobre 2017   |
| 108 | Pasticche                    | Davide Dalusio                                | Paolo crede di aver preso per sbaglio gli psicofarmaci della moglie Valeria, al posto delle compresse per il raffreddore, e si auto-suggestiona, continuando a ridere e a piangere a sproposito e senza motivo. | 18 novembre 2017  |
| 109 | Truffa romantica             |                                               | Beatrice trova su internet la sua anima gemella, che le fa tuttavia numerose richieste di denaro; scoprirà in seguito che si tratta di una truffa. | 18 novembre 2017  |
| 110 | Lanciami ancora              |                                               | Luca e Paolo non vogliono più effettuare il Lancio del Silvano, causando il disappunto di quest'ultimo. | 1º novembre 2017  |
| 111 | La cliente                   | Maria Eugenia D'Aquino                        | Una cliente finge di essere innamorata di Paolo e si ostina a volerlo sposare a tutti i costi per ottenere uno sconto sull'acquisto delle C-14. | 1º novembre 2017  |
| 112 | Bersaglio umano              |                                               | La dottoressa Corte dà vita a un esperimento nel quale ognuno deve insultare e a sua volta resistere agli insulti dei propri colleghi. Luca ritiene tuttavia di essere il migliore in entrambi gli ambiti. | 2 novembre 2017   |
| 113 | Candid Camera                | Alex Cendron Francesca Belussi Morena Salvino | Un marito scopre che Paolo è andato a letto con sua moglie ed è di conseguenza furioso. Luca decide quindi di aiutare l'amico, facendo credere all'uomo di essere stato vittima di una Candid Camera. | 2 novembre 2017   |
| 114 | Armageddon                   |                                               | Luca è partito per un convegno e da allora nell'azienda regna il buonumore, ma il suo ritorno metterà tutto ciò in discussione. | 3 novembre 2017   |
| 115 | De Marinis pitagorico        |                                               | De Marinis vuole dimostrare a Luca e Paolo di essere in grado di riparare la macchinetta del caffè, finendo per fare pasticci. | 3 novembre 2017   |
| 116 | Quanto costa un caffè        |                                               | Lin vuole bere un caffè della macchinetta e Luca decide di approfittarsene, facendole credere che ciò è possibile solo usando rarissimi gettoni. | 6 novembre 2017   |
| 117 | La resa dei conti            | Adriano Passoni                               | Paolo è sconvolto poiché ha trovato una vecchia lettera di sua moglie nella quale quest'ultima confessava di avere un amante; l'uomo, contattato e fatto venire in azienda da Paolo, si rivela essere un anziano signore, quindi Paolo affida il compito di sgridarlo a Wanda, che tuttavia viene invitata a cena dall'uomo. | 6 novembre 2017   |
| 118 | Il compleanno di Susanno     |                                               | Silvano deve trovare un regalo per suo figlio Susanno e i colleghi decidono di aiutarlo. | 19 novembre 2017  |
| 119 | Radiografia ricordo          |                                               | Paolo mostra a Luca numerose foto delle più belle esperienze che hanno condiviso, ma si accorge che non hanno condiviso nessuna radiografia, così decide di far picchiare entrambi prima da Andrea e poi dai cugini del suo amico albanese Budello. | 19 novembre 2017  |
| 120 | Pronto a tutto               | Giovanni Carretti                             | Paolo non vuole partecipare al team building aziendale, e per riuscire nell'intento è pronto a tutto. | 27 novembre 2017  |
| 121 | La regola del tucano         |                                               | Nel regolamento aziendale è presente un articolo che vieta ai dipendenti di indossare maglie raffiguranti tucani; Luca si impegna per abolire tale norma. | 30 novembre 2017  |
| 122 | Il ventre allegro            |                                               | Arianna legge un libro che parla di problemi intestinali, Il ventre allegro, e insieme alle altre colleghe decide di provare a parlare di tale argomento agli uomini. | 9 novembre 2017   |
| 123 | La parafulmine               | Valentina Materiale                           | Un'impiegata licenziata si mette al servizio di Luca e Paolo come "parafulmine", ossia farà loro da alibi quando essi compiranno qualche torto ad Andrea. | 9 novembre 2017   |
| 124 | La supermulta                | Veronica Franzosi                             | Paolo prende una multa così eccezionale da ricevere un'intervista. | 14 novembre 2017  |
| 125 | Vecchia guardia              | Mimmo Chianese                                | Dopo aver ricevuto una critica da Geller, De Marinis decide di riunire alcuni dipendenti con maggiore esperienza, la cosiddetta "vecchia guardia". | 15 novembre 2017  |
| 126 | 1992                         | Vittorio Vaccaro Marco Mainini                | Poiché De Marinis, ormai in prepensionamento, è depresso, Luca decide di sollevargli il morale coinvolgendolo in un affare di corruzione, proprio come avvenne nel 1992. | 16 novembre 2017  |
| 127 | Mercato estero               |                                               | Paolo ritiene che sia necessario continuare ad avere un rapporto diretto con il cliente e decide di usare l'a-commerce, ossia di vendere i prodotti dell'azienda recandosi dai clienti con la propria Alfa. | 17 novembre 2017  |
| 128 | Vita privata                 | Brando Giorgi                                 | Luca e Paolo tentano di raccogliere informazioni sulla vita privata della dottoressa Corte, la quale, per non dire nulla, fa venire in azienda un suo cugino spacciandolo per un impiegato della questura. | 20 novembre 2017  |
| 129 | Il tocco                     |                                               | Paolo per sbaglio tocca il sedere di Martina e per rimediare alla pessima figura cerca di fare in modo che lei tocchi il suo, ma finisce per toccare il sedere anche a Luca. | 21 novembre 2017  |
| 130 | Farsi delle amiche           |                                               | La dottoressa Corte cerca di far relazionare Beatrice con le altre colleghe. | 22 novembre 2017  |
| 131 | I durissimi 3                | Matteo Barbè                                  | Luca, Paolo e Silvano, dopo essere stati pestati da Andrea ed aver preso una scossa dalla macchinetta del caffè, iniziano a credere di aver ricevuto dei superpoteri, rispettivamente prendere la scossa toccando qualsiasi cosa, attrarre gli oggetti metallici sul corpo ed azionare a distanza il microonde del cucinino aziendale battendo le mani. | 22 novembre 2017  |
| 132 | La metamorfosi di Silvano    |                                               | Silvano trova uno scarafaggio nell'urna delle ceneri di sua madre e si convince che essa si sia reincarnata nell'animale; Luca e Paolo hanno bisogno di farsi firmare il rimborso aziendale da lui e gli dicono di essere in grado di comunicare con i morti e gli fanno appoggiare lo scarafaggio su una tavola medianica fingendo che, muovendosi, stia componendo un messaggio che gli chiede di firmare il documento.                                                       | 23 novembre 2017  |
| 133 | Lo scherzo del secolo scorso |                                               | Paolo compra su internet una buccia di banana che era appartenuta a Buster Keaton e decide di usarla per fare qualche scherzo ai colleghi. | 23 novembre 2017  |
| 134 | La fuoriserie                |                                               | Wanda si sposta in ufficio usando una macchinina, poiché si è infortunata a un piede. Paolo, per ottenere anch'egli questa "fuoriserie", decide di farsi investire da Wanda. | 24 novembre 2017  |
| 135 | Lo so cosa hai fatto         |                                               | Luca ha scoperto che è stato tradito da Alex con un collega dell'ufficio e, per scoprire chi è la persona in questione, invia a tutti i colleghi un messaggio minatorio con scritto "Lo so cosa hai fatto". | 24 novembre 2017  |
| 136 | Il cinese misterioso         | Emmanuel Galli Shigeki Maruyama               | Nell'area relax è presente un cinese dall'aria misteriosa: Luca e Paolo cercano di scoprire chi sia e che intenzioni abbia. | 27 novembre 2017  |
| 137 | L'ultima mazzata             |                                               | Luca e Paolo, per sbarazzarsi di Andrea, cercano di fare in modo che quest'ultimo picchi Silvano in presenza di Lin. | 28 novembre 2017  |
| 138 | Virtual Chef                 |                                               | Tutti i dipendenti si divertono con l'applicazione del momento, Virtual Chef, e anche Paolo decide di provare. | 28 novembre 2017  |
| 139 | Lo spazio liquido            |                                               | La dottoressa Corte fa una scommessa con Geller di riuscire a "modernizzare" Paolo. Decide così di far re-arredare a quest'ultimo gli uffici, secondo il concetto dello spazio liquido. | 30 novembre 2017  |
| 140 | Rimpatriata                  | Debora Zuin                                   | La dottoressa Corte riceve una visita da Carla, una sua vecchia compagna di scuola che ai tempi era molto bella e popolare e negli anni è diventata brutta e sfiorita, ma nonostante ciò la Corte continua a provare un forte complesso di inferiorità nei suoi confronti. | 30 novembre 2017  |
| 141 | Veloce e furioso             | Francesco Arienzo                             | Dopo l'orario di lavoro, nell'area relax si svolgono corse clandestine con le automobili radiocomandate: l'atmosfera che si viene a creare è simile a quella di Fast and Furious. | 1º dicembre 2017  |
| 142 | La giornataccia              |                                               | Luca e Paolo si sfidano a chi ha avuto la giornata peggiore e coinvolgono i colleghi per proclamare il vincitore. | 1º dicembre 2017  |
| 143 | La sagoma                    | Yoon Cometti Joyce                            | Luca e Paolo trovano una sagoma disegnata sulla parete dell'area relax e cercano di capire cosa sia successo; si trattava solo di una singolare opera d'arte moderna. | 1º dicembre 2017  |
| 144 | Pippo il terribile           |                                               | Pippo non teme più Luca e Paolo, così questi ultimi diffondono la voce che Pippo è diventato terribile e incontrollabile. | 1º gennaio 2018   |
| 145 | Essere Luca Nervi            | Roby Facchinetti Riccardo Fogli               | Luca è depresso e crede che nel mondo tutto si svolga in modo prevedibile, così Paolo cerca di fargli cambiare idea. | 1º gennaio 2018   |

## Ascolti

Screenshot dalla sigla della sesta stagione

Nota bene: gli ascolti riportati si riferiscono alle puntate trasmesse in access prime time, composte da tre episodi ciascuna.
| Puntata | Data         | Telespettatori | Share |
| ------- | ------------ | -------------- | ----- |
| 1       | 4 settembre  | 1.693.000      | 7,30% |
| 2       | 5 settembre  | 1.319.000      | 5,53% |
| 3       | 6 settembre  | 1.326.000      | 5,77% |
| 4       | 7 settembre  | 1.359.000      | 5,92% |
| 5       | 8 settembre  | 1.239.000      | 5,71% |
| Replica | 9 settembre  | 1.319.000      | 6,76% |
| Replica | 10 settembre | 1.731.000      | 7,40% |
| 6       | 11 settembre | 1.624.000      | 6,45% |
| 7       | 12 settembre | 1.286.000      | 5,21% |
| 8       | 13 settembre | 1.415.000      | 5,82% |
| 9       | 14 settembre | 1.292.000      | 5,32% |
| 10      | 15 settembre | 1.299.000      | 5,53% |
| Replica | 16 settembre | 1.086.000      | 5,21% |
| Replica | 17 settembre | 1.406.000      | 6,00% |
| 11      | 18 settembre | 1.369.000      | 5,22% |
| 12      | 19 settembre | 1.364.000      | 5,29% |
| 13      | 20 settembre | 1.363.000      | 5,30% |
| 14      | 21 settembre | 1.200.000      | 4,82% |
| 15      | 22 settembre | 1.214.000      | 5,09% |
| Replica | 23 settembre | 856.000        | 4,07% |
| Replica | 24 settembre | 1.203.000      | 4,83% |
| 16      | 25 settembre | 1.344.000      | 5,05% |
| 17      | 26 settembre | 1.255.000      | 4,75% |
| 18      | 27 settembre | 1.244.000      | 4,92% |
| 19      | 28 settembre | 898.000        | 3,55% |
| 20      | 29 settembre | 953.000        | 3,97% |
| Replica | 30 settembre | 939.000        | 4,43% |
| Replica | 1º ottobre   | 1.412.000      | 5,52% |
| 21      | 2 ottobre    | 1.151.000      | 4,39% |
| 22      | 3 ottobre    | 1.140.000      | 4,42% |
| 23      | 4 ottobre    | 1.173.000      | 4,65% |
| 24      | 5 ottobre    | 857.000        | 3,35% |
| 25      | 7 ottobre    | 928.000        | 4,28% |
| 26      | 10 ottobre   | 1.012.000      | 3,79% |
| 27      | 11 ottobre   | 1.134.000      | 4,41% |
| 28      | 12 ottobre   | 828.000        | 3,18% |
| 29      | 13 ottobre   | 1.068.000      | 4,29% |
| 30      | 14 ottobre   | 883.000        | 3,98% |
| Replica | 15 ottobre   | 1.243.000      | 4,88% |
| 31      | 16 ottobre   | 1.050.000      | 3,85% |
| 32      | 17 ottobre   | 1.186.000      | 4,40% |
| 33      | 18 ottobre   | 968.000        | 3,69% |
| 34      | 19 ottobre   | 798.000        | 2,99% |
| 35      | 20 ottobre   | 991.000        | 3,91% |
| Replica | 22 ottobre   | 1.275.000      | 4,82% |
| 36      | 23 ottobre   | 1.009.000      | 3.63% |
| 37      | 25 ottobre   | 961.000        | 3,51% |
| 38      | 26 ottobre   | 821.000        | 3,16% |
| 39      | 27 ottobre   | 995.000        | 3,97% |
| Replica | 29 ottobre   | 1.272.000      | 4,82% |
| 40      | 30 ottobre   | 1.018.000      | 3,66% |
| 41      | 1º novembre  | 925.000        | 3,43% |
| 42      | 2 novembre   | 868.000        | 3,23% |
| 43      | 3 novembre   | 1.070.000      | 4,11% |
| 44      | 4 novembre   | 903.000        | 3,86% |
| 44      | 6 novembre   | 959.000        | 3,40% |
| 45      | 9 novembre   | 861.000        | 3,27% |
| 46      | 14 novembre  | 991.000        | 3,61% |
| 47      | 15 novembre  | 873.000        | 3,23% |
| 48      | 16 novembre  | 775.000        | 2,89% |
| 49      | 17 novembre  | 925.000        | 3,55% |
| 50      | 18 novembre  | 831.000        | 3.49% |
| 51      | 19 novembre  | 1.201.000      | 4.53% |
| 52      | 20 novembre  | 804.000        | 2,88% |
| 53      | 21 novembre  | 885.000        | 3,20% |
| 54      | 22 novembre  | 817.000        | 3,04% |
| 55      | 23 novembre  | 726.000        | 2,71% |
| 56      | 24 novembre  | 1.110.000      | 4,27% |
| 57      | 27 novembre  | 904.000        | 3,29% |
| 58      | 28 novembre  | 998.000        | 3,69% |
| 59      | 30 novembre  | 715.000        | 2,68% |
| 60      | 1º dicembre  | 785.000        | 2,94% |
| Media   |              | 1.092.986      | 4,38% |